# Llancanelo Lagune
Llancanelo Lagune (spansk: Laguna de Llancanelo) er et vådområde med et areal på
650 km² beliggende i Departamento Malargüe i den sydlige del af provinsen Mendoza i Argentina, 75 km fra byen Malargüe, i 1.280 meter over havets overflade, i den tørre region nær Andesbjergene i grænsen mellem regionerne Cuyo og Patagonien.